# Pointe des Cerces
Pour les articles homonymes, voir Cerces.
La pointe des Cerces est un sommet des Alpes françaises. Située dans le massif des Cerces, à l'est du col du Galibier, au nord-est de celui du Lautaret et au sud-ouest du mont Thabor, il en est l'un des principaux sommets avec son altitude de 3 098 mètres. Sa roche claire et son sommet en apparence plat en font une montagne aisément reconnaissable.
La pointe des Cerces se trouve en limite des communes de Valloire (Savoie) et de Névache (Hautes-Alpes), au sud du lac et du col des Cerces.